# Паращенко, Сергей Владимирович
Сергей Владимирович Паращенко (укр. Сергій Володимирович Паращенко; род. 6 августа 1972, село Виноградовка, Арцизский район, Одесская область, Украинская ССР, СССР) — украинский политик, государственный служащий, 1-й заместитель председателя Одесской государственной администрации. Временно исполняющий обязанности председателя Одесской областной государственной администрации с 10 апреля по 11 июня 2019 года.

## Биография
Родился в семье инженеров-строителей. В 1995 году окончил институт, руководил небольшим фермерским хозяйством в селе Виноградовка Арцизского района Одесской области.
С февраля 2000 по февраль 2004 года — председатель сельскохозяйственного производственного кооператива «Агрофирма Бургуджи» Арцизского района Одесской области. С февраля 2004 по март 2019 года — председатель фермерского хозяйства «Агрофирма Бургуджи» Арцизского района Одесской области.
В 2005 году окончил Национальную академию внутренних дел Украины по специальности «Правоведение», юрист.
Депутат Одесского областного совета VI и VII созывов. В 2010 году был избран в Одесский областной совет от Партии регионов, до этого дважды избирался в Арцизский районный совет. В 2015 году был избран в Одесский областной совет от БПП «Солидарность», возглавлял фракцию БПП.
Член БПП «Солидарность». Кандидат в народные депутаты на парламентских выборах в 2014 году (округ № 142, Одесская область).
С марта 2019 года — 1-й заместитель председателя Одесской государственной администрации.
10 апреля 2019 года назначен временным исполняющим обязанности председателя Одесской ОГА.
С 21 августа 2019 по 4 декабря 2020 года — председатель Одесского областного совета.

## Награды
- орден «За заслуги» III степени (10 ноября 2008)[6]
- Почетная награда председателя Одесской областной государственной администрации
- Почетная грамота Одесской областной государственной администрации